# Peridexion

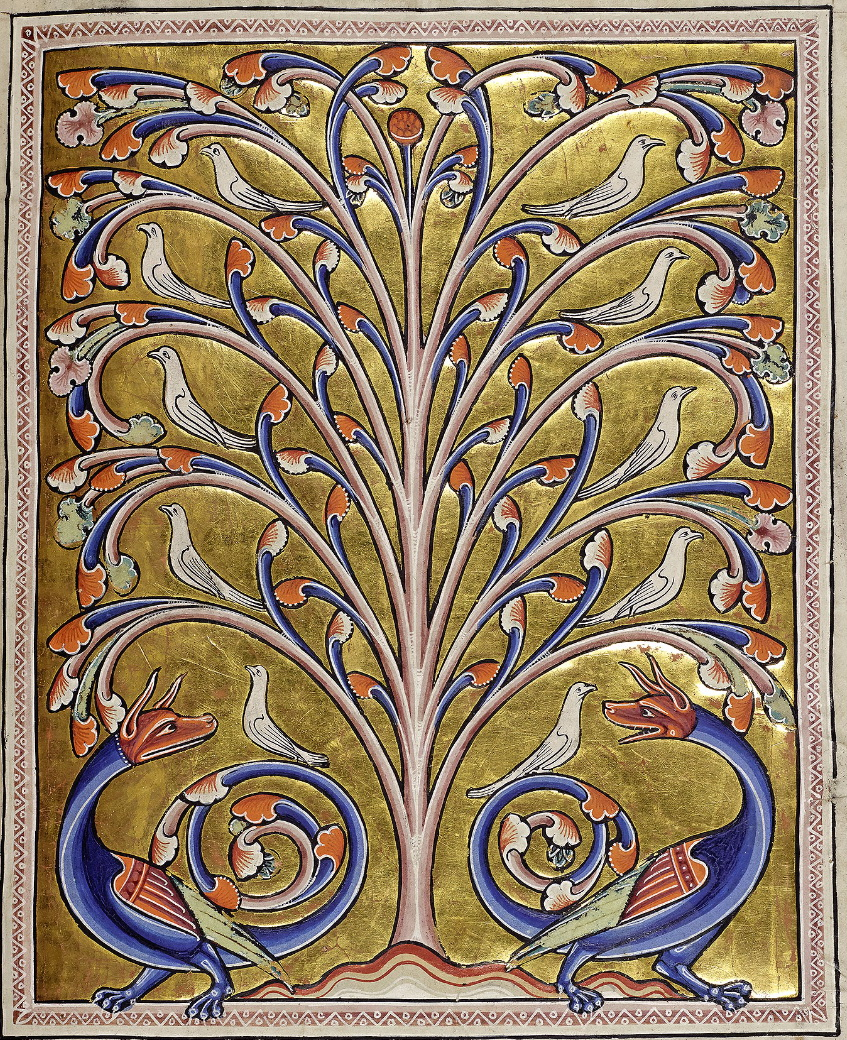
Der Baum Peridexion (Oxford Bestiary, um 1220)

Das Peridexion (altgriechisch περιδέξιον peridéxion) ist ein (mythischer) Baum (δένδρον déndron), der im Physiologus, dem bekanntesten frühchristlichen Kompendium zur Symbolik von Tieren (sowie einigen Steinen und Pflanzen), erwähnt wird. Es ist der einzige Baum, den der Physiologus aufführt.

## Eigenschaften
Der Baum Peridexion (übersetzt „Doppelhelfer“) wächst in Indien. Tauben nisten auf ihm, weil er zwei hervorstehende Eigenschaften hat: zum einen sind seine Früchte wohl und bekömmlich; zum anderen wehren der Baum und sein Schatten die Schlange (δράκων drákōn) ab, die der Todfeind der Tauben ist. Nur wenn sich die Taube vom Baum wegverirrt, kann sie durch die Schlange getötet werden.

## Moral laut Physiologus
Der Baum wird als Gott gedeutet, der die Menschen beschützt. Die Tauben stellen die glaubenstreuen Christen dar. Sie ernähren sich von den Früchten des Geistes. Der Physiologus verweist darauf, dass sie bei Gott und im Schatten des Lebensbaums Hoffnung und Schutz finden werden. Wenn aber die Christen vom Weg abirren und sich vom Lebensbaum entfernen, dann kann der Teufel sie leicht vernichten.

## Herleitung
Otto Schönberger verweist in seinem Kommentar zum Physiologus auf Plinius den Älteren, der in seiner Naturalis historia von der Esche berichtet, die die Schlange fernhält. Möglicherweise sei die Geschichte aus einer Verbindung der Plinius-Stelle mit der neutestamentlichen Parabel vom Baum des Lebens entstanden.